# Huacho
Huacho è una città del Perù, situata nella regione di Lima, capoluogo della provincia di Huaura.